# Musica Polonica Nova
Musica Polonica Nova – festiwal polskiej muzyki współczesnej, organizowany od 1968 roku. Patronat nad wydarzeniem sprawuje Związek Kompozytorów Polskich, organizatorem festiwalu jest Narodowe Forum Muzyki, a dyrektorem artystycznym Paweł Hendrich (od 2016 roku).
Program festiwalu opiera się przede wszystkim na prawykonaniach utworów polskich kompozytorów, prezentowanych przez artystów z kraju i zagranicy. Odbywający się co dwa lata festiwal jest jednym z ważniejszych wydarzeń stymulujących rodzimą twórczość kompozytorską. W trakcie Musica Polonica Nova obok koncertów organizowane są wydarzenia parateatralne, warsztaty dla młodych muzyków, spotkania z artystami.